# Prengi
«Prengi» — SaaS платформа, призначена для моделювання, оптимізації та управління бізнес-процесами (BPM) (посилання), створена компанією V&A Solutions Estonia, розробником систем автоматизації для бізнесу.
Першою платформу почала використовувати в Україні компанія «Шен-сервіс» у 2015 році.
Платформа є переможцем програми «Інноваційні ваучери», націленої на розвиток екологічних технологій у рамках програм ЄБРР, FINTECC та Євросоюзу.

## Продукти
Станом на початок 2019 компанія пропонує програмні продукти:
- Prengi Cleaning Management
- Prengi Technical Services
- Security Services
- Rental Management (для агентств нерухомості)

Окремими продуктами є Prengi PM, Prengi IT, Prengi Support Services та Feedback Zone.

## Функціонал
В функціонал продуктів, зокрема, входить:
- управління проектами компанії,
- управління організаційною структурою,
- налаштування транзакцій,
- розподіл ролей і відповідальних,
- розсилка повідомлень і нагадувань,
- багатофункціональний менеджер завдань,
- розрахунок і контроль термінів виконання завдань

Серед основних модулів Prengi:
- автоматизація бізнес-процесів,
- управління алгоритмом роботи, підрядниками,
- обслуговуванням будинків, устаткування, мереж і комунікацій,
- управління витратами і командою,
- персональний «Prengi Dashbord»
- он-лайн статистика.